# Frederick Hughes
Frederick St. John Hughes (Cowes, illa de Wight, 22 de febrer de 1866 - Southampton, 3 de novembre de 1956) va ser un regatista anglès que va competir a començaments del segle xx. Era germà del també regatista Alfred Hughes.
El 1908 va prendre part en els Jocs Olímpics de Londres, on va guanyar la medalla de bronze en la categoria de 8 metres del programa de vela. Hughes navegà a bord del vaixell Sorais junt a Philip Hunloke, Alfred Hughes, George Ratsey i William Ward.